# Agathidium bescidicum
Agathidium bescidicum – gatunek chrząszcza z rodziny grzybinkowatych i podrodziny Leiodinae.
Gatunek ten opisany został po raz pierwszy w 1884 roku przez Edmunda Reittera.
Chrząszcz o ciele długości od 2 do 2,5 mm, mocno wysklepionym, błyszczącym, ubarwionym jasnobrunatnie lub czerwonobrunatnie. Głowa ma czoło pozbawione jamek między oczami, pokryte punktami silniejszymi, ale rzadziej rozmieszczonymi niż u A. atratum. Nie występują skronie. Czułki mają biczyki o członie trzecim co najmniej o ⅔ dłuższym niż poprzedni. Przedplecze jest owalne w zarysie, wyraźnie węższe od pokryw, punktowane bardzo delikatnie, nieco rzadziej niż u A. atratum. Pokrywy mają kąty przednie niemal proste, dobrze wykształcone bruzdki przyszwowe oraz dość silne i gęste, choć rzadsze niż u A. atratum punktowanie powierzchni. Stopy przedniej i środkowej pary u samca są rozszerzone, pięcioczłonowe, tylnej zaś czteroczłonowe. U samicy stopy przedniej pary są pięcioczłonowe, a pozostałych par czteroczłonowe.
Owad górski o słabo poznanej ekologii.
Gatunek palearktyczny, podawany z Niemiec, Włoch, Polski, Czech, Słowacji, Węgier, Ukrainy, Rumunii, Bułgarii, Słowenii i Grecji. Wszędzie rzadko spotykany. W Polsce znany jest z Beskidu Żywieckiego i Bieszczadów.